# Einrichtungswerk
|  | Dieser Artikel oder Abschnitt wurde wegen inhaltlicher Mängel auf der Qualitätssicherungsseite der Redaktion Geschichte eingetragen (dort auch Hinweise zur Abarbeitung dieses Wartungsbausteins). Dies geschieht, um die Qualität der Artikel im Themengebiet Geschichte auf ein akzeptables Niveau zu bringen. Dabei werden Artikel gelöscht, die nicht signifikant verbessert werden können. Bitte hilf mit, die Mängel dieses Artikels zu beseitigen, und beteilige dich bitte an der Diskussion! |

Einrichtungswerk des Königreiches Hungarn waren Richtlinien für die Aufbauarbeit beziehungsweise die Eingliederung des Königreichs Ungarn in die Habsburgermonarchie im 17. Jahrhundert. Sie wurden unter der Leitung von Leopold Karl von Kollonitsch, Bischof von Raab, als ein Gesamtwerk von 500 Seiten erstellt und sind später unter dem Begriff „Einrichtungswerk des Königreiches Hungarn“ bekannt geworden. Mit ihnen sollte nach dem Großen Türkenkrieg (1683–1699) das von den Osmanen wiedereroberte Ungarn eingegliedert werden.

## Hintergrund
Durch die Vertreibung der Osmanen nach dem „Großen Türkenkrieg“ von 1683 bis 1699 fielen der Habsburgermonarchie mehrere Territorien zu. Unter anderem wurde Ungarn nach den Kriegen Teil der Habsburgermonarchie. Dies bedeutete für den Donauraum eine besondere Zäsur, mit der die „Einrichtung“ der Herrschaft der Habsburger im zurückeroberten Königreich Ungarn begann. Kaiser Leopold I. beauftragte eine Kommission von sieben Personen mit der Ausarbeitung der Richtlinien für die Aufbauarbeit.

## Durchführung und Auswirkung
Mit dem programmatischen Verfassungsprojekt sollte das neu gewonnene Ungarn politisch, konfessionell und verwaltungsmäßig in das Gesamthaus inkorporiert werden. Dabei wurden Maßnahmen mit dem Ziel der Rechtsvereinheitlichung, der Ressorttrennung und der staatlichen Reglementierung von Kirche, Erziehung und im Gesundheitswesen durchgeführt.
Ähnliche Absichten wurden auch bei der unter Ferdinand I. geschaffenen „Militärgrenze“ verfolgt. Im Vergleich zur „Militärgrenze“ waren die Absichten beim „Einrichtungswerk“ jedoch zum Scheitern verurteilt. Die Maßnahmen, die vom Geist des absolutistischen Obrigkeitsstaates geprägt waren, konnten sich in Ungarn aufgrund der unerschüttert gebliebenen Komitatsverfassung nicht durchsetzen.